# Maximilian von Ditfurth

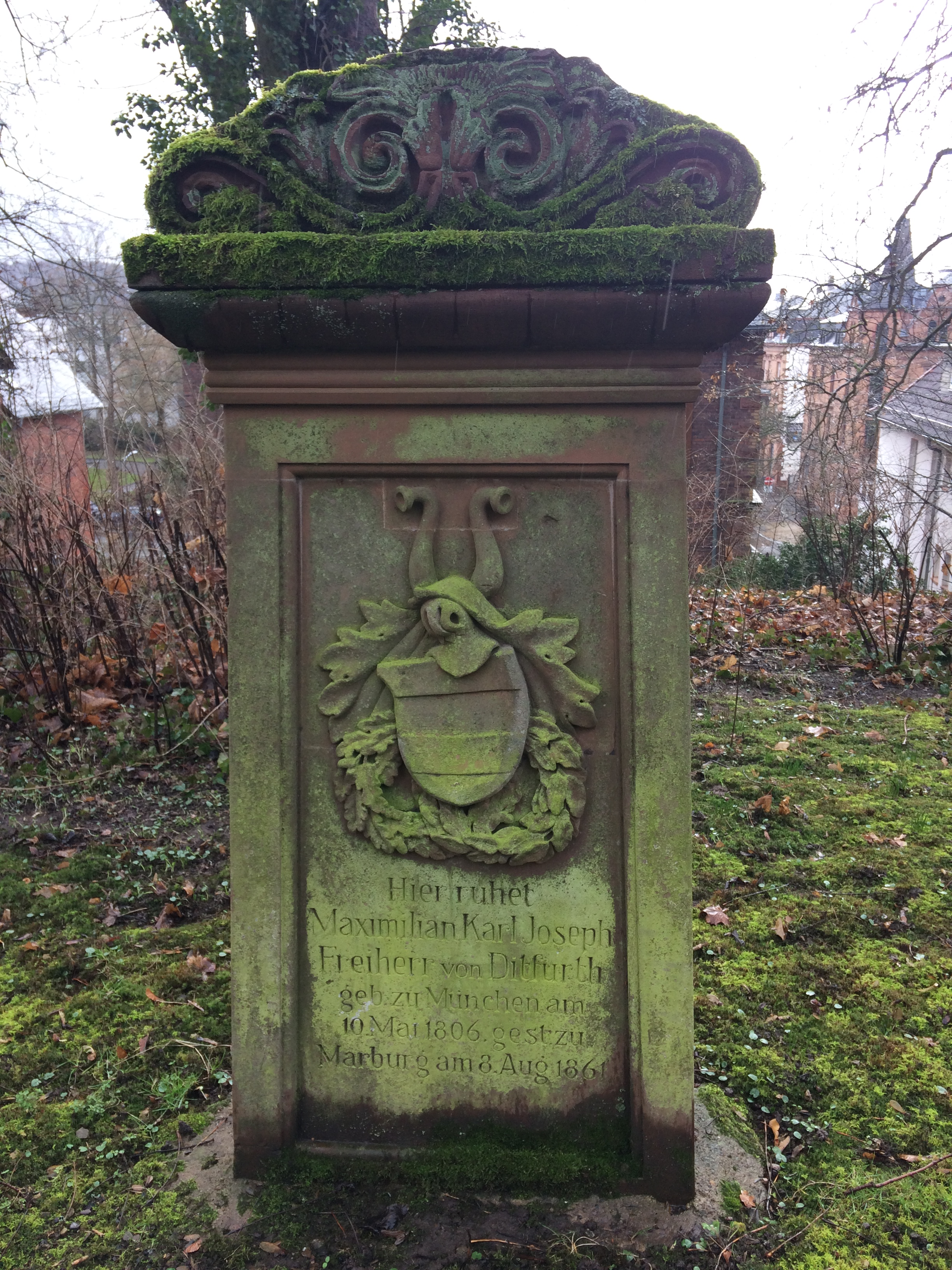
Das Grab von Maximilian von Ditfurth auf dem Friedhof am Barfüßer Tor in Marburg.

Maximilian Joseph Carl von Ditfurth, auch Maximilian Karl Joseph von Ditfurth, (* 10. Mai 1806 in München; † 8. August 1861 in Marburg) war ein kurhessischer Offizier und Militärhistoriker. Ditfurth war von 1848 bis 1849 Mitglied der kurhessischen Ständeversammlung. Er wurde zum ersten Ehrenbürger der Stadt Kassel ernannt.

## Leben

### Familie
Maximilian Joseph Carl Freiherr von Ditfurth kam aus der alten Adelsfamilie von Ditfurth, die ursprünglich aus dem Harzgau stammte. Sein Vater Karl Freiherr von Ditfurth (* 6. Dezember 1774 in Hanau; † 19. April 1809 in Innsbruck) diente als königlich bayerischer Offizier, zuletzt als Oberst. Er starb an einer am 12. April 1809 erlittenen Verwundung während des Fünften Koalitionskrieges. Karl von Ditfurth heiratete am 22. April 1804 in München Karoline Philippine Freiin von Verschuer (* 3. August 1770 in Hanau; † 19. September 1841 in Kassel), die Hofdame von Prinzessin Karoline Auguste von Bayern.
Auf Grund des frühen Todes des Vaters, Maximilian war erst drei Jahre alt, war er das einzige Kind des Paares. Seine Mutter ging keine weitere Ehe ein, sie erlitt 1809 während der Flucht vor den Tiroler Aufständischen eine schwere Verletzung.

### Beruflicher Werdegang
Ditfurth wurde zunächst am Hof des bayerischen Königs in München erzogen. Er ging 1823 nach Kassel, wo er in das kurhessische Garde-Jäger-Bataillon eintrat, nahm aber bereits nach fünf Jahren seinen Abschied. Während der Unruhen in Folge der Julirevolution ließ er sich mit 24 Jahren zum Hauptmann und  Bataillonskommandeur der neu errichteten Kasseler Bürgergarde wählen und wurde für seine Verdienste am 18. November 1830 zum ersten Ehrenbürger der Stadt Kassel ernannt.
1836 trat Ditfurth als Premierleutnant erneut in kurhessische Dienste, später wurde er Hauptmann im Generalstab. Er beschäftigte sich aber auch mit wissenschaftlichen Abhandlungen zur Militärgeschichte, war Mitautor in zahlreichen Zeitungen und Zeitschriften und verfasste eine Biografie über seinen Vater. Einige seiner Werke wurden erst postum veröffentlicht. 1848 wurde Ditfurth Mitglied in der 1. Kammer der kurhessischen Ständeversammlung, dem 11. Landtag, für den Landgrafen von Hessen-Philippsthal-Barchfeld. Ein Amt, das er bis 1849 ausübte. 1852 erfolgte seine Ernennung zum Kommandeur der Garnisonkompanie in Marburg.
Maximilian von Ditfurth erkrankte an einem Magenleiden, an dem er am 8. August 1861, im Alter von 55 Jahren, in Marburg verstarb. Er wurde auf dem Friedhof am Barfüßer Tor in Marburg bestattet, sein Grab ist erhalten. Ditfurth erhielt am 5. März 1814 eine Eintragung bei der Adelsklasse in der Adelsmatrikel im Königreich Bayern und später eine Genehmigung zur Fortführung des schon vorher geführten Freiherrentitels in Preußen und Österreich.

### Ehe und Nachkommen
Maximilian von Ditfurth heiratete am 11. Mai 1828 in Kassel Isabella Marie Louise Gissot (* 20. Juli 1803 in Marburg; † 18. Dezember 1861 in Marburg). Sie hatten elf Kinder, fünf Töchter und sechs Söhne. Zwei Söhne starben bereits zwei Jahre nach der Geburt, die anderen wurden Offiziere und dienten in der österreichischen und preußischen Armee. Von den Töchtern heiratete Adelheit Pauline (1835–1911) den preußischen Generalleutnant Oswald von Loebell.

## Veröffentlichungen (Auswahl)
- Die Hessen in den Feldzügen von 1793, 1794 und 1795 in Flandern, Brabant, Holland und Westphalen.

Band 1: Geschichte des Feldzugs von 1793 in Flandern. Bohné, Kassel 1839. Digitalisat
Band 2: Geschichte der Feldzüge von 1794 und 1795. Bohné, Kassel 1840.    Digitalisat
- Betrachtungen über die Befestigung von Paris, mit besonderer Bezugnahme auf die Schrift: Betrachtungen eines Militairs über einen bevorstehenden Krieg zwischen Teutschland und Frankreich. Theodor Fischer, Kassel 1842.
- Die Erstürmung von Frankfurt durch die Hessen am 2. Dezember 1792. Fischer, Kassel 1842.
- Zur Berichtigung einiger in der neuesten Auflage von Frh. v. Hormayr's Geschichte des Andreas Hofer abermals wiederholten Bezüchtigungen gegen den 1809 zu Inspruck an seinen Wunden verstorbenen k. b. Obersten Karl Frh. v. Ditfurth. Krieger, Kassel 1846.
- Erläuternde Beispiele zur Unterrichtsmethode des königl. preussischen General-Lieutenants Grafen Waldersee in der kriegsmässigen Ausbildung der Infanterie für das zerstreute Gefecht. Vieweg, Braunschweig 1855.
- Erzählungen aus der hessischen Kriegs-Geschichte. Ein Lesebuch für Jung und Alt, so wie für hessische Vaterlandsfreunde jeden Standes. Freyschmidt, Kassel 1859.
- Aus dem Leben des Königlich-Bayerischen Obersten Karl Freiherrn v. Ditfurth. Beitrag zur Geschichte der Kriege von 1792 bis 1809. Krieger, Kassel 1864. Digitalisat
- Das kurhessische Leibgarde-Regiment. Eine geschichtliche Skizze. (aus den Nachlass von Maximilian von Ditfurth), Klaunig, Kassel 1882.
- Die Schlacht bei Borodino am 7. September 1812. Mit besonderer Rücksicht auf die Theilnahme der deutschen Reiter-Contingente. Elwert, Marburg 1887.